# Sidney Godolphin
Sidney Godolphin, 1. hrabě Godolphin (Sidney Godolphin, 1st Earl Godolphin, 1st Viscount Rialton, 1st Baron Godolphin) (15. června 1645 Breage, Anglie – 15. září 1712 St. Albans, Anglie) byl anglický státník, celkem čtyřikrát byl prvním ministrem (1684–1685, 1690–1697, 1700–1701, 1702–1710). Proslul jako vynikajicí finanční odborník, bez ohledu na politické zvraty jeho služeb využili čtyři panovníci. V roce 1684 s titulem barona vstoupil do Sněmovny lordů, v roce 1706 získal titul hraběte.

## Kariéra
Pocházel ze starobylého rodu z Cornwallu. Byl třetím synem poslance Sira Francise Godolphina (1605–1667), po matce byl spřízněn s rodem Berkeley. Na počátku vlády Karla II. byl představen u dvora a získal přízeň vlivných osobností, brzy navíc proslul jako odborník na finanční záležitosti; v mládí též krátce sloužil v armádě Ruprechta Falckého. V letech 1668–1681 byl členem Dolní sněmovny a současně působil také jako diplomat (1672 ve Francii, 1678 v Nizozemí). Do dvorských úřadů vstoupil jmenováním správcem královského šatníku (1678–1679) a později lordem pokladu (1679–1684). V roce 1680 se stal členem Tajné rady a od května do srpna 1684 provizorně spravoval úřad ministra vnitra. V roce 1684 získal titul barona a vstoupil do Sněmovny lordů, v závěru vlády Karla II. zastával úřad prvního lorda pokladu, tedy prvního ministra (1684–1685).
Za Jakuba II. sice přišel o nejvyšší vládní post, ale jako lord komoří královny Marie Modenské a králův finanční poradce si udržel jistý vliv. Prvním ministrem se znovu stal za vlády Viléma III. (1690–1697), ale musel odstoupit po kompromitaci ve Fenwickově spiknutí. Později se však do úřadu vrátil (1700–1701). Vrcholu kariéry dosáhl za vlády královny Anny, která k němu sice měla výhrady, ale k moci se znovu dostal díky svému příteli, Johnu Churchillovi, vévodovi z Marlborough. V letech 1702–1710 byl opět prvním ministrem a díky své obratné hospodářské a finanční politice dokázal udržovat Anglii velmocenské postavení za války o španělské dědictví. V roce 1704 získal Podvazkový řád a v roce 1706 byl povýšen na hraběte. V roce 1708 bylo jeho postavení ohroženo obviněním ze zneužívání kompetencí, ale nakonec byl odvolán až v rámci protiwhigovské kampaně v létě roku 1710. V letech 1705–1710 byl též lordem-místodržitelem v Cornwallu.

## Rodina
S manželkou Margaret Blagge (1652–1678) měl jediného syna Francise.
Sidneyův starší bratr Sir William Godolphin (1640–1710) byl dlouholetým členem Dolní sněmovny, v roce 1661 získal titul baroneta a zastával též nižší státní úřady. V Dolní sněmovně zasedal také mladší bratr Charles Godolphin (1650–1720).